# Foissy-lès-Vézelay
Foissy-lès-Vézelay är en kommun i departementet Yonne i regionen Bourgogne-Franche-Comté i norra Frankrike. Kommunen ligger i kantonen Vézelay som tillhör arrondissementet Avallon. År 2022 hade Foissy-lès-Vézelay 115 invånare.

## Befolkningsutveckling
Antalet invånare i kommunen Foissy-lès-Vézelay
| Referens: INSEE |